# Vedova di Francesco Gaipa
La vedova di Francesco Gaipa (XVIII secolo) è stata una tipografa italiana, attiva a Messina dal 1767 al 1780.

## Biografia
Non si hanno notizie riguardo alla nascita e all'infanzia della moglie dell'editore messinese Francesco Gaipa, la quale subentrò al marito nel 1767, un anno dopo la morte dello stesso. Non si conosce precisamente la data di morte del tipografo, ma si sa che essa avvenne per certo nel corso del 1766, anno nel quale pubblicò alcune opere tra cui Assertiones polemicae di Antonino Foti, l'Orazione panegirica di Michelangelo da S. Basilio e le Theses de Deo di Lorenzo Papotto. Nello stesso anno, però, fu pubblicato un Saggio letterario che danno al pubblico i signori grammatici della scuola superiore nel tempio del Collegio Imperiale che presentava la soscrizione "nella stamperia degli eredi di Gaipa". La tipografia si trovava nella strada di S. Lorenzo, a Messina.
Durante la sua attività, iniziata nel 1748 e consolidatasi successivamente, Francesco Gaipa pubblicò all'incirca una settantina di edizioni, stampate con particolare accuratezza per il dettaglio iconografico; diligenza e impegno gli permisero quindi di ottenere il titolo di "Regio Impressore". Lo zelo del tipografo non fu, però, ugualmente imitato dalla vedova: in circa una decina di anni (1767-1780) ella diede alle stampe una ventina di edizioni, riguardanti prevalentemente la letteratura devozionale e occasionale. Probabilmente, la vedova ebbe non poche difficoltà nella gestione dell'officina alla morte del marito.
Dopo il 1780 non si conoscono notizie riguardanti la tipografa, ma in generale si può affermare che, verso la fine del XVIII secolo, tutta l'attività editoriale messinese diminuì.

## Edizioni stampate
Le edizioni della vedova Gaipa sono per la maggior parte stampate in piccoli formati e sono sempre decorate con fregi, frontalini e finalini xilografici. Tra di esse, sono degni di nota i tre scritti risalenti al 1796: due componimenti musicali che appartengono al librettista Giuseppe Calvi, ovvero il Dialogo sopra le cagioni e gli effetti strepitosi del terremoto e l' Eliseo sul Carmelo, e le Theses ex universa jurisprudentia di Michael Primo Arena.
L'unica edizione in folio del catalogo della tipografa è quella delle Theses philosophico-mathematicae ex physica (1772) di Placido Atanasio.
Le restanti edizioni riguardano soprattutto la letteratura devozionale (Modo di recitare la corona della Santissima Trinità del 1770), oppure opere popolari (l'Istorico racconto della invenzione e traslazione della vergine e martire S. Frebonia del 1771 di Francesco Proto). Purtroppo, varie edizioni sono andate perdute nel tempo..
1767 L'Epicedio. Serenata funebre
1767 Piccolo, Diego Saverio, Vita della venerabil serva di Dio suor Maria Spadaro (PALE001872)
1767 Costanzo, Vincenzo, Il Sogno
1768 Esercizi spirituali che riguardano la pratica dell'orazione mentale
1768 Relazione della solenne gala e feste celebrate in Messina, capitale del Regno di Sicilia, per lo sponsalizio del re Ferdinando di Borbone nostro sovrano con l'arciduchessa Maria Carolina d'Austria
1769 Arena, Michael Primo, Theses ex universa jurisprudentia, dedicate ad Antonino Sersale, cardinale e arcivescovo (PBEE007392)
1769 Calvi, Giuseppe, Dialogo sopra le cagioni, e gli effetti più strepitosi del terremoto (NAPE026468)
1769 Calvi, Giuseppe, Eliseo sul Carmelo (NAPE026469)
1769 Per le Faustissime conchiuse nozze del Sig. D. Mariano Ferdinando Villadicani con l'Illustre Signora D. Lucrezia Porco, seù Porzio...Sonetti [foglio volante, Zelantea]
1770 Modo di recitare la corona della Santissima Trinità (PALE009557)
1771 Direttorio del sacerdote (PALE003662)
1771 Proto, Francesco, Istorico racconto (PALE004549)
1772 Atanasio, Placido, Theses philosophico-mathematicae ex physica, dedicate a Scipione Ardoino Alcontres, arcivescovo della città di Messina tra il 1771 e il 1778
1772 Il nome di Epito esaltato
1772 La voce di Dio
1773 Applausi poetici in lode dell'ill. S. Francesco Gemelli
1773 I lieti auguri
1773 Il Peloro festeggiante per il faustissimo arrivo di S.E. il sig. duca D. Giovanni Fogliari de Aragona
1773 In occasione del Faustissimo arrivo in Messina di S.E. il sig. D. Giovanni Fogliani de Aragona... [foglio volante, Zelantea]                                                                                                                                                                                                                                                  1774 Corunedda di lu gloriusu principe archangilu protitturi principali di la città di Caltanissetta                                                                                                                                                                                                                                                                                                 1774 Ganci, Candido Michele, Astronomici astrologici discorsi (PALE004362)
1774 Zanclae triumphus
1775 Mifsud, Bartolomeo, Componimento storico (PALE004551)
1776 Ristretto della Vita, Virtù e Miracoli della beata Rita da Cassia
1780 In festo S. Ursula
1780 Feria VI. post octavam Corporis Christi